# Mimicia pseudolibatrix
Mimicia pseudolibatrix är en fjärilsart som beskrevs av Caradja 1925. Mimicia pseudolibatrix ingår i släktet Mimicia och familjen mott. Inga underarter finns listade i Catalogue of Life.